# Astala lepidopteris
Astala lepidopteris är en fjärilsart som beskrevs av Dyar 1926. Astala lepidopteris ingår i släktet Astala och familjen säckspinnare. Inga underarter finns listade i Catalogue of Life.